# 전기도둑
전기도둑(Svet-Ake, The Light Thief)은 네덜란드에서 제작된 악탄 압디칼리코프 감독의 2010년 드라마 영화이다. 악탄 압디칼리코프 등이 주연으로 출연하였다.

## 출연

### 주연
- 악탄 압디칼리코프